# Lehigh (Kansas)
Lehigh est une ville du comté de Marion, situé dans le Kansas, aux États-Unis. En 2010 sa population était de 175 habitants.